# 플레이 플레이 소녀
《플레이 플레이 소녀(일본어: フレフレ少女 후레후레쇼죠[*])》는 2008년 10월 11일에 개봉한 일본 영화이다. 아라가키 유이 주연.
영화 개봉에 앞서 소설화 (집영사)와 코믹스화 ('슈퍼 점프' 연재, 삽화 요시즈키 쿠미치)되었다.
2009년 4월 22일에 DVD가 발매되었다. 지상파 첫방송은 2009년 8월 24일.

## 줄거리
소설을 동경하는 사쿠라기 고등학교 2학년 모모야마 모모코
어느 날 책을 읽으며 교정을 걷고 있는 그녀의 이마를 직격하는 야구부 누군가의 데드볼. 양호실에서 기운을 되찾은 모모코가 본 것은 열심히 사과하는 오시마 히데키. 히데키는 1학년인데도 "오시마 히데키가 선발인 시합은 진 적이 없다"는 소문이 도는, 사쿠라기 고교가 기대를 거는 신인이다.
몇 번이나 모모코에게 고개를 숙이는 히데키, 그 성실함에 모모코는 오시마에게 첫눈에 반해버린다. 모모코는 러브레터를 건네려하지만 학교 내의 인기를 독차지하는 히데키라 쉽게 러브레터를 건네줄 수도 없었다. 몇 번의 고민 끝에 마음을 전하려 한 모모코의 눈에 학교 옥상에서 혼자 응원단 연습을 하는 야마모토 류타로가 들어온다.
류타로가 외치는 단훈에 끌려 '여름 고교 야구 대회를 향해', '히데키를 지켜보기 위해!'란 불순한 동기로 사쿠라기고교 제50대 응원단에 입단하기로 한다. 그러나 응원단원은 모모코와 류타로 단 2명뿐 폐부 직전인 상태. 게다가 고교 야구 대회에서 응원을 하려면 적어도 5명은 있어야 했다. 이대로는 안 된다는 생각에 모모코와 류타로는 나머지 3명을 모집하기로 한다.
그 후 갖은 고생 끝에 취중악부 엔도 조지, 웨이트 리프팅부 오츠보 타이후, 합창부 타무라 아키라를 응원단에 입부시켰으나 그 3명 역시 응원단에 특별한 생각을 하지 않았다. 그 후 고수장(鼓手長)에 조지, 기수장(旗手長)에 타이후, 참모에 아키라를 임명하고, '2등 가계'를 이유로 류타로는 부단장을 선언한다. 결국 모모코가 단장이 되어 버렸다.
전체적으로 정리가 안 되는 응원단이었지만 결국 시라누이 고교 VS 사쿠라기 고교의 연습 시합에 참가하는 날이 오고야만다. 시라누이 고등학교는 10년 연속 코시엔 출장, 응원단 역시 전국구 수준의 강호 학교. 라이벌 시라누이 고교 응원단의 박력에 압도된 사쿠라기 고교 응원단은 자신이 없어진다. 무엇보다 착실한 연습을 하지 않아 관중에게 비웃음을 사는 것도 모자라 교기를 넘어뜨려 시합을 방해하는 지경에 이른다.
그 결과 히데키가 있음에도 불구하고 사쿠라기 고교는 패. 시라누이 고교 응원단의 조롱을 들은 야구부원에게 "이제 응원하러 오지 마."라는 말을 듣게 된다. 더욱이 이 사태를 계기로 히데키가 시라누이 고교로 전학을 가버려 마지막 코시엔 출장의 꿈이 사라지는 등 최악의 사태를 초래한다.
이 일련의 소동으로 학교 전체의 불신감이 커지는 응원단, 다시 해산의 위기에 내몰리게 된다. 그 때 이것을 염려한 제23대 응원단장 야나기하라 겐조가 단실을 방문해 골든 위크 때 합숙을 실시하자고 제안 한다.
과연 응원단은 신뢰를 되찾을 수 있을까? 야구부를 코시엔 출장으로 이끌어 갈 수 있을까?

## 출연
- 모모야마 모모코 / 아라가키 유이 - 사쿠라기 고교 응원단 제50대 단장
- 야마모토 류타로 / 나가야마 겐토 - 응원단 부단장
- 엔도 죠지 / 에모토 토키오 - 응원단 고수장
- 오츠보 타이후 / 사이토 요시키 - 응원단 기수장
- 타무라 아키라 / 소메타니 쇼타 - 응원단 참모

- 다이몬교사 / 야나기 유레이 - 응원단 고문
- 카마모토 / 카토 료 - 호모 치어리딩부 부장
- 키타지마 / 카나다 사토시 (한냐) - 웨이트 리프팅부 주장
- 미키 / 우메다 아이코 - 모모코의 친구. 사쿠라기고교 야구부 매니저
- 유키 / 나츠코 - 모모코의 친구
- 마카베 / 우치다 아키라 - 야구부 주장
- 오오시마 히데키 / 혼다 타쿠토 - 야구부 에이스
- 아오다 / 휴가지 마사토 - 시라누이고교 응원단 단장
- 나츠코 / 아키야마 나나 - 시라누이고교 야구부 매니저. 히데키와 연인처럼 보이게 행동한다.

- 야나기하라 겐조 / 나이토 타케시 - 응원단 OB. 사쿠라기 고교 제23대 단장. 우미노, 타마이, 키타무라, 키라야와 동창.
- 카리야 / 모로 모로오카 - 응원단 OB. 前 부단장
- 키타무라 / 나카자와 세이로쿠 - 응원단 OB. 前 고수장
- 우미노 / 스즈키 신스케 - 응원단 OB. 前 기수장
- 타마이 / 이토 요자부로 - 응원단 OB. 前 참모

## 주제가
- Aqua Timez - 여름의 파편

## 스태프
- 감독 : 와타나베 켄사쿠
- 프로듀서 : 쿠와타 키요시, 야기 세이지
- 이그젝티브 프로듀서 : 우메자와 미치히코
- 각본 : 하시모토 히로시
- 촬영 : 후지사와 준이치
- 미술 : 하나야 히데후미
- 의상 : 미야모토 마사에
- 편집 : 쿠사카베 모토타카
- 음악 : 우에다 타다시
- 스크립터 : 콘도 마치코
- 메이크업 : 토구다 요시아키
- 조명 : 우에다 나리유키
- 미술 : 야마시타 마사히로
- 녹음 : 카키자와 키요시
- 조감독 : 오츠 타다시
- 협력 : 노베 타케시, 아베 타츠야 일본체육대학 응원단
- 제작 : 2008 《플레이 플레이 소녀》 제작위원회 (TV 아사히, 마츠타케, Vap, 덴쓰, 레프로 엔터테인먼트, 에이세이 극장, 집영사, 일본출판판매, 나고야 TV 방송, 규슈 마이니치 방송, 홋카이도 TV 방송, 시즈오카 마이니치 TV, 리틀 모어)

## 주요 촬영 장소
무대가 도치기현이기 때문에 이바라키를 중심으로 촬영되었다.
- 도치기 현립 타누고등학교
- 기류시립 상업고등학교
- 도치기 현립 이바라키고등학교
- 기류 구장
- 고텐산 구장

등